# Alberto Rodríguez Larreta
Alberto Rodríguez Larreta (* 14. Januar 1934 in Buenos Aires; † 11. März 1977) war ein argentinischer Automobilrennfahrer.

## Karriere
Alberto Larreta bestritt in seiner Karriere einen Lauf zur Automobil-Weltmeisterschaft. Für das Lotus-Werksteam ging er beim Großen Preis von Argentinien 1960 mit einem Lotus 16 an den Start und kam am Ende des Rennens als Neunter ins Ziel.

## Statistik

### Statistik in der Formel 1

#### Gesamtübersicht
| Saison | Team       | Chassis  | Motor         | Rennen | Siege | Zweiter | Dritter | Poles | schn. Rennrunden | Punkte | WM-Pos. |
| ------ | ---------- | -------- | ------------- | ------ | ----- | ------- | ------- | ----- | ---------------- | ------ | ------- |
| 1960   | Team Lotus | Lotus 16 | Climax 2.5 L4 | 1      | −     | −       | −       | −     | −                | −      | NC      |
| Gesamt | Gesamt     | Gesamt   | Gesamt        | 1      | −     | −       | −       | −     | −                | −      |         |

#### Einzelergebnisse
| Saison | 1 | 2 | 3 | 4 | 5 | 6 | 7 | 8 | 9 | 10 |
| ------ | - | - | - | - | - | - | - | - | - | -- |
| 1960   |   |   |   |   |   |   |   |   |   |    |
| 9      |   |   |   |   |   |   |   |   |   |    |

| Legende  | Legende            | Legende                                                          |
| Farbe    | Abkürzung          | Bedeutung                                                        |
| -------- | ------------------ | ---------------------------------------------------------------- |
| Gold     | –                  | Sieg                                                             |
| Silber   | –                  | 2. Platz                                                         |
| Bronze   | –                  | 3. Platz                                                         |
| Grün     | –                  | Platzierung in den Punkten                                       |
| Blau     | –                  | Klassifiziert außerhalb der Punkteränge                          |
| Violett  | DNF                | Rennen nicht beendet (did not finish)                            |
| Violett  | NC                 | nicht klassifiziert (not classified)                             |
| Rot      | DNQ                | nicht qualifiziert (did not qualify)                             |
| Rot      | DNPQ               | in Vorqualifikation gescheitert (did not pre-qualify)            |
| Schwarz  | DSQ                | disqualifiziert (disqualified)                                   |
| Weiß     | DNS                | nicht am Start (did not start)                                   |
| Weiß     | WD                 | zurückgezogen (withdrawn)                                        |
| Hellblau | PO                 | nur am Training teilgenommen (practiced only)                    |
| Hellblau | TD                 | Freitags-Testfahrer (test driver)                                |
| ohne     | DNP                | nicht am Training teilgenommen (did not practice)                |
| ohne     | INJ                | verletzt oder krank (injured)                                    |
| ohne     | EX                 | ausgeschlossen (excluded)                                        |
| ohne     | DNA                | nicht erschienen (did not arrive)                                |
| ohne     | C                  | Rennen abgesagt (cancelled)                                      |
| ohne     | keine WM-Teilnahme |                                                                  |
| sonstige | P/fett             | Pole-Position                                                    |
| sonstige | 1/2/3/4/5/6/7/8    | Punktplatzierung im Sprint-/Qualifikationsrennen                 |
| sonstige | SR/kursiv          | Schnellste Rennrunde                                             |
| sonstige | *                  | nicht im Ziel, aufgrund der zurückgelegten Distanz aber gewertet |
| sonstige | ()                 | Streichresultate                                                 |
| sonstige | unterstrichen      | Führender in der Gesamtwertung                                   |

### Einzelergebnisse in der Sportwagen-Weltmeisterschaft
| Saison | Team | Rennwagen      | 1   | 2   | 3   | 4   | 5   | 6   |
| ------ | ---- | -------------- | --- | --- | --- | --- | --- | --- |
| 1954   |      | Porsche 550    | BUA | SEB | MIM | LEM | RTT | CAP |
| 1954   | 15   | Porsche 550    |     |     |     |     |     |     |
| 1955   |      | Ferrari 250MM  | BUA | SEB | MIM | LEM | RTT | TAR |
| 1955   | DNF  | Ferrari 250MM  |     |     |     |     |     |     |
| 1956   |      | Maserati A6GCS | BUA | SEB | MIM | NÜR | KRI |     |
| 1956   | DNF  | Maserati A6GCS |     |     |     |     |     |     |
| 1958   |      | Osca TN1500    | BUA | SEB | TAR | NÜR | LEM | RTT |
| 1958   | DNF  | Osca TN1500    |     |     |     |     |     |     |
| 1960   |      | Ferrari 250 GT | BUA | SEB | TAR | NÜR | LEM |     |
| 1960   | DNF  | Ferrari 250 GT |     |     |     |     |     |     |